# Cornel Porumb
Cornel Porumb (Sibiu, 11 maggio 1939 – 2007) è stato un altista rumeno.

## Carriera
Nel 1959 vinse la gara di salto in alto alla prima edizione delle Universiadi, svoltasi a Torino.
L'anno seguente partecipò alle Olimpiadi di Roma dove si classificò undicesimo.

## Palmarès
| Anno | Manifestazione  | Sede   | Evento        | Risultato | Prestazione | Note  |
| ---- | --------------- | ------ | ------------- | --------- | ----------- | ----- |
| 1959 | Universiadi     | Torino | Salto in alto | Oro       | 2,01 m      |       |
| 1960 | Giochi olimpici | Roma   | Salto in alto | 11º       | 2,03 m      | [ 2 ] |